# Criptograma
Um criptograma é uma lógica pré-determinada para decifrar uma mensagem. O criptograma pode ser montado envolvendo números, letras, e/ou símbolos gráficos. É muito usado nos dias atuais como passatempo em livros especializados, revistas e jornais.